# Itzan Escamilla
Itzan Escamilla Guerrero (ur. 31 października 1998 w Madrycie) – hiszpański aktor, znany przede wszystkim z roli Samuela Garcíi Domíngueza w hiszpańskim serialu Szkoła dla elity, wyprodukowanym przez serwis Netflix.

## Życiorys
Urodził się 31 października 1998 w Madrycie jako syn producenta telewizyjnego i modelki. Uczył się aktorstwa w Madrycie, w szkole Cristiny Rota. Zagrał w teatrze w takich spektaklach jak Los Universos paralelos.
Zadebiutował w telewizji z 2016 roku, gdy zagrał w serialach Sześć sióstr, Centro Médico oraz Víctor Ros. W 2017 roku zagrał w El Final del Camino, El ministerio del tiempo i Telefonistki. W latach 2018–2021 odgrywał główną rolę w serialu Szkoła dla elity, który przyniósł mu sławę. Ponadto w 2019 roku zagrał w Planeta 5000, w latach 2020-2021 grał w Kroniki Idhunu i w 2021 roku zagrał w Szkoła dla elity - krótkie historie: Carla Samuel.

## Filmografia

### Seriale
| Rok       | Tytuł                                             | Rola                    |
| --------- | ------------------------------------------------- | ----------------------- |
| 2016      | Sześć sióstr                                      | Gorrilla                |
| 2016      | Centro Médico                                     |                         |
| 2016      | Víctor Ros                                        | Juan                    |
| 2017      | El Final del Camino                               | Gonzalo                 |
| 2017      | El ministerio del tiempo                          | młody Simón Bolívar     |
| 2017      | Telefonistki                                      | młody Francisco Gómez   |
| 2018-2021 | Szkoła dla elity                                  | Samuel García Domínguez |
| 2020-2021 | Kroniki Idhunu                                    | Jack                    |
| 2021      | Szkoła dla elity - krótkie historie: Carla Samuel | Samuel García Domínguez |

### Filmy
| Rok  | Tytuł        | Rola   |
| ---- | ------------ | ------ |
| 2019 | Planeta 5000 | Sergio |